# 馬氏半尾花介
馬氏半尾花介（学名：Semicytherura matingyingi）为尾花介科半尾花介屬下的一个种。